# 제인 헤이트미어
제인 하이트마이어(Jayne Heitmeyer, 1960년 10월 30일 ~ )는 캐나다의 배우이다.
몬트리올에서 태어났다.

## 영화
- 맵 투 더 스타 (2014년) - 아지타 역
- A Fish Story (2013)
- 업사이드 다운 (2012년) - 행정부 역
- 다이 (2010년)
- 더럼 카운티 (2007년)
- 블랙 스웜 (2007년)
- 시한폭탄 (2006년)
- 굿 캅 배드 캅 (2006년)
- 어 킬러 업스테어스 (2005년)
- 스네이크맨 (2005년)
- 뷰 오브 테러 (2003년)
- 스트리트 타임 (2002년)
- 투 사우전드 앤 넌 (2000년)
- 빌리브 (2000년)
- 엑스 체인지 (2000년)
- 바넘 (1999년)
- 레퀴엠 포 머더 (1999년)
- 트위스트 오브 페이스 (1999년)
- 아웃 오브 컨트롤 (1998년)
- 잃어버린 세계 (1998년)
- 데드 엔드 (1998년)
- 스네이크 아이 (1998년)
- 신 적과의 동침 (1997년)
- 노 콘테스트 2 (1997년)
- 파이널 컨플릭트 (1997년)
- 나이트 맨 (1997년)
- 트리플 테러 (1996년)
- 추적자 (1996년)
- 싸이파이터 (1996년)